# Emigrante (electrotango)
Emigrante (electrotango) es el álbum debut de la banda argentina de neo-tango Tanghetto. Este álbum fue lanzado en el año 2003, alcanzando el disco de oro a principios de 2005 y en 2006 el disco de platino en Argentina. En 2004 Emigrante (electrotango) fue nominado para los premios Grammy Latinos. Es el primer álbum en usar la palabra “electrotango” en su título.
A pesar de que el álbum es enteramente instrumental, es conceptual y une la historia de cómo  Argentina, que históricamente fue un país de inmigrantes, se convirtió en un país de emigrantes.
La música de Emigrante es un balance entre sonidos electrónicamente generados e instrumentos acústicos como el bandoneón, el piano y guitarra. El álbum fue producido, mezclado y masterizado por Max Masri, con la dirección musical de Max Masri y Diego S. Velázquez.

## Lista de canciones
1. Inmigrante (4:02)
2. Una Llamada (4:16)
3. Alexanderplatz Tango (4:03)
4. Al final todos se van (4:10)
5. Recursos Humanos (3:33)
6. La Caída (4:48)
7. El Boulevard (3:58)
8. El Siguiente Capítulo (5:50)
9. Vida Moderna en 2/4 (4:08)
10. Montevideo (3:01)
11. Mente Frágil (4:56)
12. Emigrante — Exilio del Alma (4:23)

## Intérpretes
- Max Masri: sintetizadores y programación
- Diego S. Velázquez: guitarra, sintetizadores, piano, programación
- Daniel Ruggiero: bandoneón